# 布里森山
46°53′56″N 8°27′30″E / 46.898776°N 8.458346°E

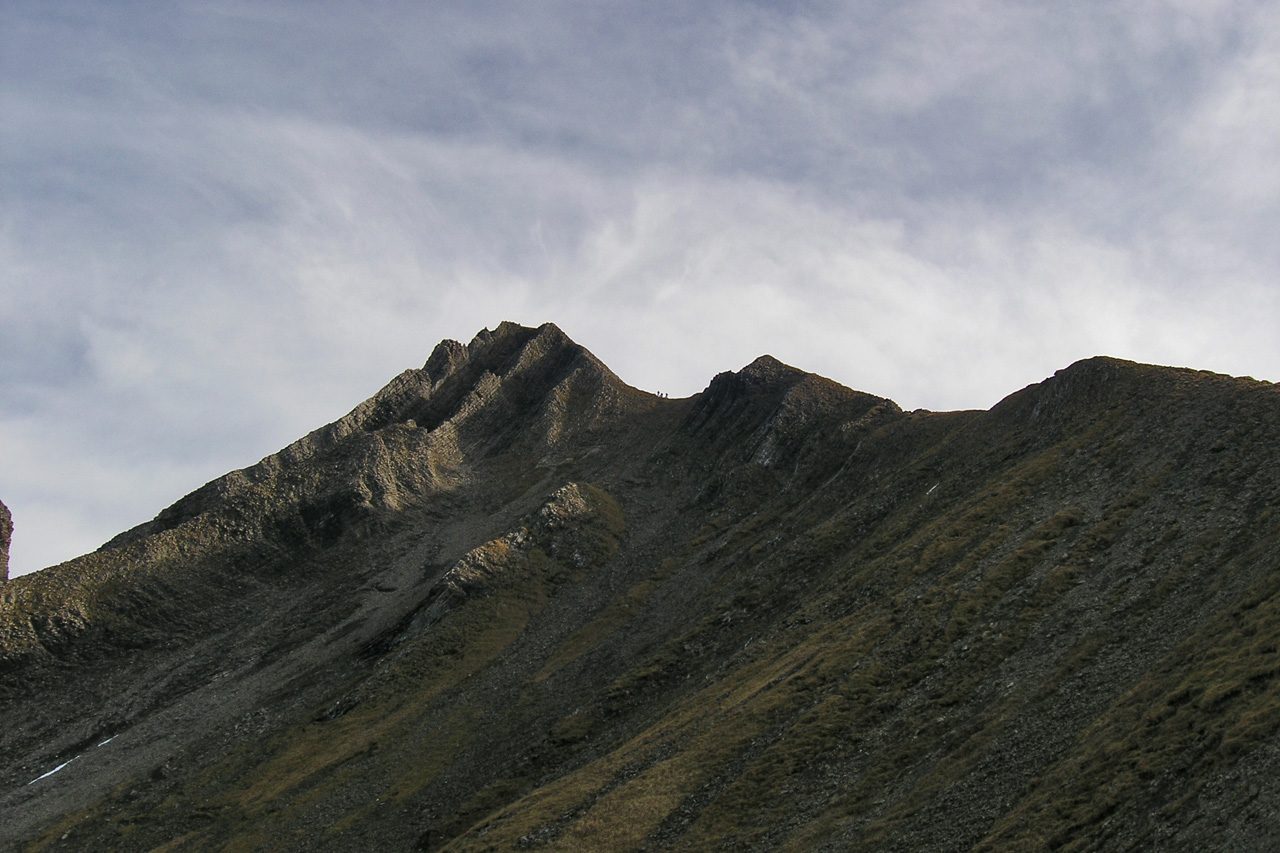

布里森山（Brisen），是瑞士的山峰，位於該國中部，處於烏里州和下瓦爾登州接壤的邊界，屬於烏里山的一部分，海拔高度2,404米，每年平均降雨量2,385毫米。